# Station Gaubert-Le Chaffaut
Station Gaubert-Le Chaffaut is een spoorwegstation in de Franse gemeente Digne-les-Bains.